# Assemble Entertainment
Die Assemble Entertainment GmbH mit Sitz in Wiesbaden ist ein deutscher Publisher von Computerspielen sowie Organisator der Konferenz GermanDevDays (GDD). Zum Unternehmen gehört außerdem das Tochterunternehmen und hauseigene Entwicklungsstudio Gentlymad Studios UG.

## Geschichte
Assemble Entertainment ist ein deutscher Videospiel-Publisher. Er wurde 2016 von Stefan Marcinek in Wiesbaden gegründet.
Assemble Entertainment kündigte im Mai 2017 die Veröffentlichung von „Pizza Connection 3“ an, das am 22. März 2018 erschien. Für die Marketingkampagne zur Veröffentlichung wurde das Unternehmen mit dem Deutschen Entwicklerpreis ausgezeichnet. Im Oktober 2017 gründete Assemble das Tochterunternehmen Gentlymad Studios UG mit Sitz in Wiesbaden. Die Entwickler der GentlyMad UG, welche zuvor das Spiel InBetween entwickelten, wurden hierbei vollständig in das neue Unternehmen integriert.
Im Dezember 2017 veröffentlichte Assemble Entertainment eine Sammlung von Leisure-Suit-Larry-Titeln auf Steam, welche alle Titel von Leisure Suit Larry 1: In the Land of the Lounge Lizards bis Leisure Suit Larry 7: Yacht nach Liebe! enthielt. Weiterhin war in diesem auch der Ableger Leisure Suit Larry – Magna Cum Laude Uncut and Uncensored enthalten. Auch spätere, neu erschienene Teile der Leisure-Suit-Larry-Reihe wurden von Assemble Entertainment veröffentlicht, angefangen mit Leisure Suit Larry: Wet Dreams Don’t Dry im Jahr 2018 und zwei Jahre später fortgesetzt mit Leisure Suit Larry: Wet Dreams Dry Twice.
Mit Endzone – A World Apart, einem Survival Aufbau-Strategie-Spiel, haben Assemble Entertainment zusammen mit dem eigenen Entwicklerstudio Gentlymad Studios im März 2021 den bisher erfolgreichsten Titel des Unternehmens veröffentlicht. So konnten seit dem Early-Access-Start im April 2020 bereits über 300.000 Einheiten verkauft werden. Seit dem 21. Oktober 2021 ist außerdem die erste Erweiterung Endzone – A World Apart: Prosperity verfügbar. Im Jahr 2024 erschien der zweite Teil Endzone – A World Apart 2 im Early-Access.

## Spiele
| Titel                                                                        | Erscheinungsdatum  | Genre                                       | Beteiligte Entwickler                      |
| ---------------------------------------------------------------------------- | ------------------ | ------------------------------------------- | ------------------------------------------ |
| Leisure Suit Larry in the Land of the Lounge Lizards                         | 1987               | Erotikcomputerspiel, Adventure              |                                            |
| Leisure Suit Larry 2: Looking For Love (In Several Wrong Places)             | 27. Oktober 1988   | Erotikcomputerspiel, Adventure              |                                            |
| Leisure Suit Larry 3: Passionate Patti in Pursuit of the Pulsating Pectorals | 8. April 1989      | Erotikcomputerspiel, Adventure              |                                            |
| Leisure Suit Larry 5: Passionate Patti Does a Little Undercover Work         | 1991               | Erotikcomputerspiel, Adventure              |                                            |
| Leisure Suit Larry 6: Shape Up Or Slip Out                                   | 1993               | Erotikcomputerspiel, Adventure              |                                            |
| Pizza Connection                                                             | 1. Januar 1994     | Wirtschaftssimulation                       |                                            |
| Leisure Suit Larry 7: Love for Sail!                                         | 1996               | Erotikcomputerspiel, Adventure              |                                            |
| Pizza Connection 2                                                           | 9. Oktober 2001    | Wirtschaftssimulation                       |                                            |
| Leisure Suit Larry – Magna Cum Laude                                         | 2004               | Erotikcomputerspiel, Adventure              |                                            |
| Ceville (Wiederveröffentlichung auf GOG.com)                                 | 2017               | Point-and-Click-Adventure                   | Realmforge Studios                         |
| In Between                                                                   | 21. August 2015    | 2D, Indie, Puzzle-Platformer                | Gentlymad Studios                          |
| Ancient Domains of Mystery (Wiederveröffentlichung auf GOG.com)              | 2018               | Rollenspiel, Rogue-like                     | Team ADOM                                  |
| Twickles                                                                     | 28. September 2017 | Puzzle-Spiel                                | Neox Studios                               |
| Nova Nukers!                                                                 | 15. März 2018      | Wirtschaftssimulation, Casual, Indie        | Alchemist Interactive                      |
| Pizza Connection 3                                                           | 22. März 2018      | Wirtschaftssimulation                       | Gentlymad Studios                          |
| Epic Car Factory                                                             | 10. April 2018     | Simulationsspiel                            | Epic Devs LLC                              |
| Hanse – Imperium der Kaufleute                                               | 30. April 2018     | Wirtschaftssimulation                       | Linked Dimensions                          |
| Leisure Suit Larry: Wet Dreams Don’t Dry                                     | 7. November 2018   | Erotikcomputerspiel, Adventure              | CrazyBunch                                 |
| S.W.I.N.E HD Remaster                                                        | 23. Mai 2019       | Strategiespiel                              | Kite Games                                 |
| Deadly Days                                                                  | 19. September 2019 | Casual, Indie, Strategie, Rogue-Lite        | Pixelsplit                                 |
| Of Ships & Scoundrels                                                        | 14. November 2019  | Strategie, Action, Indie, Multiplayer       | Korion Games                               |
| Endzone – A World Apart                                                      | 2. April 2020      | Survival, Aufbau-Strategie                  | Gentlymad Studios (Assemble Entertainment) |
| The Innsmouth Case                                                           | 23. Juni 2020      | Textadventure, Comedy, Horror               | RobotPumpkin Games                         |
| Jessika                                                                      | 25. August 2020    | Interaktiver Film, Adventure, Indie         | TriTrie Games                              |
| Leisure Suit Larry: Wet Dreams Dry Twice                                     | 23. Oktober 2020   | Erotikcomputerspiel, Adventure              | CrazyBunch                                 |
| Shakes on a Plane                                                            | 15. Dezember 2020  | Casual, Coop, Action, Indie, Simulation     | Huu Games                                  |
| ENCODYA                                                                      | 26. Januar 2021    | Adventure                                   | Chaosmonger Studio                         |
| Orbital Bullet                                                               | 22. April 2021     | Action, Rogue-Lite, Indie, Platformer       | SmokeStab                                  |
| Lacuna                                                                       | 20. Mai 2021       | Adventure, Interactive Fiction, Sci-Fi Noir | DigiTales Interactive                      |
| Highrisers                                                                   | 15. Juli 2021      | Adventure, Indie, RPG                       | Solar Powered Games                        |
| Ultimate ADOM – Caverns of Chaos                                             | 25. August 2021    | Rollenspiel, Rogue-like                     | Team ADOM                                  |
| Sphere – Flying Cities                                                       | 14. Oktober 2021   | Survival, Aufbau-Strategie                  | Hexagon Sphere Games UG                    |
| Endzone – A World Apart: Prosperity                                          | 21. Oktober 2021   | Survival, Aufbau-Strategie                  | Gentlymad Studios                          |
| Plan B from Outer Space: A Bavarian Odyssey                                  | 28. Oktober 2021   | Textadventure, Comedy                       | RobotPumpkin Games                         |
| Super Catboy                                                                 | Frühling 2022      | Action-Plattformer                          | Pixelpogo                                  |
| ITORAH                                                                       | Frühling 2022      | Action-Adventure                            | Grimbart Tales                             |
| Beyond the Edge of Owlsgard                                                  | 23. Dezember 2022  | Point-and-Click-Adventure                   | WatchDaToast                               |
| Between Horizons                                                             | 25. März 2024      | Adventure, Interactive Fiction, Sci-Fi      | DigiTales Interactive                      |

## Auszeichnungen
- Deutscher Entwicklerpreis 2017: Beste Marketing-Aktion: Pizza Connection 3 – Das große Pizza Creator Gewinnspiel für Gentlymad und Assemble Entertainment[11]
- Deutscher Entwicklerpreis 2020: Innovationspreis: Jessika für TriTrie Games und Assemble Entertainment[12]
- Deutscher Entwicklerpreis 2020: Bester Publisher
- Deutscher Entwicklerpreis 2021: Bester Publisher[13]